# Élections législatives de 2024 dans la Vendée
Les élections législatives françaises de 2024 dans la Vendée se dérouleront les 30 juin et 7 juillet 2024. Dans le département, cinq députés sont à élire dans le cadre de cinq circonscriptions.

## Contexte
| Circonscription | RN      | ENS     | PS - PP | LFI    | LR      |
| --------------- | ------- | ------- | ------- | ------ | ------- |
| Circonscription |         |         |         |        |         |
| 1re             | 31,31 % | 19,12 % | 13,14 % | 4,95 % | 8,95 %  |
| 2e              | 32,53 % | 17,98 % | 13,82 % | 4,55 % | 8,49 %  |
| 3e              | 33,53 % | 20,27 % | 12,95 % | 3,26 % | 8,51 %  |
| 4e              | 27,8 %  | 22,12 % | 12,16 % | 4,24 % | 10,96 % |
| 5e              | 36,06 % | 17 %    | 12,24 % | 4,17 % | 8,36 %  |

## Système électoral
Les élections législatives ont lieu au scrutin uninominal majoritaire à deux tours dans des circonscriptions uninominales.
Est élu au premier tour le candidat qui réunit la majorité absolue des suffrages exprimés et un nombre de voix au moins égal au quart des électeurs inscrits dans la circonscription, soit 25 %. Si aucun des candidats ne satisfait ces conditions, un second tour est organisé entre les candidats ayant réuni un nombre de voix au moins égal à un huitième des inscrits, soit 12,5 %. Les deux candidats arrivés en tête du 1er tour se maintiennent néanmoins par défaut si un seul ou aucun d'entre eux n'a atteint ce seuil. Au second tour, le candidat arrivé en tête est déclaré élu,.
Le seuil de qualification basé sur un pourcentage du total des inscrits et non des suffrages exprimés rend plus difficile l'accès au second tour lorsque l'abstention est élevée. Le système permet en revanche l'accès au second tour de plus de deux candidats si plusieurs d'entre eux franchissent le seuil de 12,5 % des inscrits. Les candidats en lice au second tour peuvent ainsi être trois, un cas de figure appelé « triangulaire ». Les second tours où s'affrontent quatre candidats, appelés « quadrangulaire » sont également possibles, mais beaucoup plus rares,.

### Partis et nuances
Les résultats des élections sont publiés en France par le ministère de l'Intérieur, qui classe les partis en leur attribuant des nuances politiques. Ces dernières sont décidées par les préfets, qui les attribuent indifféremment de l'étiquette politique déclarée par les candidats, qui peut être celle d'un parti ou une candidature sans étiquette.
Seuls le Parti communiste français (COM), La France insoumise (FI), le Parti socialiste (SOC), le Parti radical de gauche (RDG), Les Écologistes (VEC), Renaissance (RE), le Mouvement démocrate (MDM), Horizons (HOR), l'Union des démocrates et indépendants (UDI), Les Républicains (LR), le Rassemblement national (RN) et Reconquête (REC) se voient attribuer en 2024 des nuances propres. Les coalitions Ensemble et Nouveau front populaire, ainsi que les candidats de l'alliance LR-Ciotti-RN, en bénéficient également indirectement, les nuances Ensemble ! (Majorité présidentielle) (ENS), Union de la gauche (UG) et Union de l'extrême-droite (UXD) étant attribuables aux candidats bénéficiant respectivement du soutien de deux partis du centre, de deux partis de gauche ou de deux partis d'extrême-droite,.
Tous les autres partis se voient attribuer l'une ou l'autre des nuances suivantes : EXG (extrême gauche), DVG (divers gauche), ECO (écologiste), REG (régionaliste), DVC (divers centre), DVD (divers droite), DSV (droite souverainiste) et EXD (extrême droite). Des partis comme Debout la France ou Lutte ouvrière ne disposent ainsi pas de nuances propres, et leurs résultats nationaux ne sont pas publiés séparément par le ministère, car mélangés avec d'autres partis (respectivement dans les nuances DSV et EXG).

## Élus
| Circonscription | Député sortant   | Parti ou nuance | Parti ou nuance | Groupe | Député élu ou réélu | Parti ou nuance | Parti ou nuance | Groupe |
| --------------- | ---------------- | --------------- | --------------- | ------ | ------------------- | --------------- | --------------- | ------ |
| 1re             | Philippe Latombe |                 | MoDem           | DEM    | Philippe Latombe    |                 | MoDem           | DEM    |
| 2e              | Béatrice Bellamy |                 | HOR             | HOR    | Béatrice Bellamy    |                 | HOR             | HOR    |
| 3e              | Stéphane Buchou  |                 | RE              | RE     | Stéphane Buchou     |                 | RE              | EPR    |
| 4e              | Véronique Besse  |                 | DVD             | NI     | Véronique Besse     |                 | DVD             | NI     |
| 5e              | Pierre Henriet   |                 | HOR             | HOR    | Pierre Henriet      |                 | HOR             | HOR    |

## Résultats

### Résultats à l'échelle du département

#### Résultats par coalition
| Parti et coalition                          | Parti et coalition                                 | Parti et coalition          | Premier tour | Premier tour | Premier tour | Second tour   | Second tour   | Second tour | Total Sièges  | +/-           |  |
| Parti et coalition                          | Parti et coalition                                 | Parti et coalition          | Voix         | %            | Sièges       | Voix          | %             | Sièges      | Total Sièges  | +/-           |  |
| ------------------------------------------- | -------------------------------------------------- | --------------------------- | ------------ | ------------ | ------------ | ------------- | ------------- | ----------- | ------------- | ------------- |  |
|                                             |                                                    | Républicains à droite (RÀD) | 59 650       | 15,65        | 0            | 71 651        | 19,01         | 0           | 0             | Nv            |  |
|                                             | Rassemblement national (RN)                        | 44 883                      | 11,77        | 0            | 48 150       | 12,78         | 0             | 0           | en stagnation |               |  |
|                                             | Centre national des indépendants et paysans (CNIP) | 21 309                      | 5,59         | 0            | 23 721       | 6,29          | 0             | 0           | Nv            |               |  |
| Total Rassemblement national et alliés (RN) | Total Rassemblement national et alliés (RN)        | 125 842                     | 33,01        | 0            | 143 522      | 38,08         | 0             | 0           | en stagnation |               |  |
|                                             |                                                    | Horizons (HOR)              | 49 868       | 13,08        | 0            | 78 325        | 20,78         | 2           | 2             | 1             |  |
|                                             | Renaissance (RE)                                   | 46 081                      | 12,09        | 0            | 63 292       | 16,79         | 1             | 1           | 1             |               |  |
|                                             | Mouvement démocrate (MoDem)                        | 23 136                      | 6,07         | 0            | 48 477       | 12,86         | 1             | 1           | en stagnation |               |  |
| Total Ensemble pour la République (ENS)     | Total Ensemble pour la République (ENS)            | 119 085                     | 31,24        | 0            | 190 094      | 50,44         | 4             | 4           | en stagnation |               |  |
|                                             |                                                    | La France insoumise (LFI)   | 33 700       | 8,84         | 0            | Retrait       | Retrait       | Retrait     | 0             | en stagnation |  |
|                                             | Les Écologistes (LÉ)                               | 18 929                      | 4,96         | 0            | Retrait      | Retrait       | Retrait       | 0           | en stagnation |               |  |
|                                             | Parti communiste français (PCF)                    | 13 164                      | 3,45         | 0            | 12 170       | 3,23          | 0             | 0           | en stagnation |               |  |
|                                             | Parti socialiste (PS)                              | 11 321                      | 2,97         | 0            | Retrait      | Retrait       | Retrait       | 0           | Nv            |               |  |
| Total Nouveau Front populaire (NFP)         | Total Nouveau Front populaire (NFP)                | 77 114                      | 20,23        | 0            | 12 170       | 3,23          | 0             | 0           | en stagnation |               |  |
|                                             |                                                    | Sans étiquette              | 28 086       | 7,37         | 0            | 31 068        | 8,24          | 1           | 1             | en stagnation |  |
|                                             | Les Républicains (LR)                              | 10 854                      | 2,85         | 0            |              |               |               | 0           | en stagnation |               |  |
|                                             | Les Centristes - Le Nouveau Centre (LC)            | 10 607                      | 2,78         | 0            | 0            | en stagnation |               |             |               |               |  |
| Total Union de la droite et du centre (UDC) | Total Union de la droite et du centre (UDC)        | 49 547                      | 13,00        | 0            | 31 068       | 8,24          | 1             | 1           | en stagnation |               |  |
|                                             | Lutte ouvrière (LO)                                | Lutte ouvrière (LO)         | 4 165        | 1,09         | 0            |               |               |             | 0             | en stagnation |  |
|                                             | Debout la France (DLF)                             | Debout la France (DLF)      | 3 606        | 0,95         | 0            | 0             | en stagnation |             |               |               |  |
|                                             | Rassemblement vendéen (RV)                         | Rassemblement vendéen (RV)  | 1 895        | 0,50         | 0            | 0             | Nv            |             |               |               |  |
|                                             |                                                    |                             |              |              |              |               |               |             |               |               |  |
| Suffrages exprimés                          | Suffrages exprimés                                 | Suffrages exprimés          | 381 254      | 96,99        |              | 376 854       | 95,55         |             |               |               |  |
| Votes blancs                                | Votes blancs                                       | Votes blancs                | 7 980        | 2,03         | 12 445       | 3,16          |               |             |               |               |  |
| Votes nuls                                  | Votes nuls                                         | Votes nuls                  | 3 861        | 0,98         | 5 102        | 1,29          |               |             |               |               |  |
| Total                                       | Total                                              | Total                       | 393 095      | 100          | 0            | 394 401       | 100           | 5           | 5             | en stagnation |  |
| Abstentions                                 | Abstentions                                        | Abstentions                 | 167 318      | 29,86        |              | 166 064       | 29,63         |             |               |               |  |
| Inscrits/Participation                      | Inscrits/Participation                             | Inscrits/Participation      | 560 413      | 70,14        | 560 465      | 70,37         |               |             |               |               |  |

#### Résultats par nuances
| Nuance                 | Nuance                        | Nuance                 | Premier tour | Premier tour | Premier tour | Second tour | Second tour   | Second tour | Total Sièges | +/-           |  |
| Nuance                 | Nuance                        | Nuance                 | Voix         | %            | Sièges       | Voix        | %             | Sièges      | Total Sièges | +/-           |  |
| ---------------------- | ----------------------------- | ---------------------- | ------------ | ------------ | ------------ | ----------- | ------------- | ----------- | ------------ | ------------- |  |
|                        | Ensemble pour la République ! | ENS                    | 119 085      | 31,24        | 0            | 190 094     | 50,44         | 4           | 4            | en stagnation |  |
|                        | Union de la gauche            | UG                     | 77 114       | 20,23        | 0            | 12 170      | 3,23          | 0           | 0            | en stagnation |  |
|                        | Rassemblement national        | RN                     | 66 192       | 17,36        | 0            | 71 871      | 19,07         | 0           | 0            | en stagnation |  |
|                        | Union de l'extrême droite     | UXD                    | 59 650       | 15,65        | 0            | 71 651      | 19,01         | 0           | 0            | Nv            |  |
|                        | Divers droite                 | DVD                    | 36 307       | 9,52         | 0            | 31 068      | 8,24          | 1           | 1            | en stagnation |  |
|                        | Divers centre                 | DVC                    | 10 607       | 2,78         | 0            |             |               |             | 0            | en stagnation |  |
|                        | Extrême gauche                | EXG                    | 4 165        | 1,09         | 0            | 0           | en stagnation |             |              |               |  |
|                        | Droite souverainiste          | DSV                    | 3 606        | 0,95         | 0            | 0           | en stagnation |             |              |               |  |
|                        | Les Républicains              | LR                     | 2 633        | 0,69         | 0            | 0           | en stagnation |             |              |               |  |
|                        | Extrême droite                | EXD                    | 1 895        | 0,50         | 0            | 0           | Nv            |             |              |               |  |
|                        |                               |                        |              |              |              |             |               |             |              |               |  |
| Suffrages exprimés     | Suffrages exprimés            | Suffrages exprimés     | 381 254      | 96,99        |              | 376 854     | 95,55         |             |              |               |  |
| Votes blancs           | Votes blancs                  | Votes blancs           | 7 980        | 2,03         | 12 445       | 3,16        |               |             |              |               |  |
| Votes nuls             | Votes nuls                    | Votes nuls             | 3 861        | 0,98         | 5 102        | 1,29        |               |             |              |               |  |
| Total                  | Total                         | Total                  | 393 095      | 100          | 0            | 394 401     | 100           | 5           | 5            | en stagnation |  |
| Abstentions            | Abstentions                   | Abstentions            | 167 318      | 29,86        |              | 166 064     | 29,63         |             |              |               |  |
| Inscrits/Participation | Inscrits/Participation        | Inscrits/Participation | 560 413      | 70,14        | 560 465      | 70,37       |               |             |              |               |  |

### Résultats par circonscription

#### Première circonscription
- Député sortant : Philippe Latombe (Mouvement démocrate)

| Candidat                 | Candidat                 | Parti et coalition       | Nuance                   | Premier tour | Premier tour | Second tour | Second tour |
| Candidat                 | Candidat                 | Parti et coalition       | Nuance                   | Voix         | %            | Voix        | %           |
| ------------------------ | ------------------------ | ------------------------ | ------------------------ | ------------ | ------------ | ----------- | ----------- |
|                          | Simon-Pierre Paulin      | RÀD (RN)                 | UXD                      | 26 105       | 32,17        | 31 121      | 39,10       |
|                          | Philippe Latombe         | MoDem (ENS)              | ENS                      | 23 136       | 28,51        | 48 477      | 60,90       |
|                          | Lucie Étonno             | LÉ (NFP)                 | UG                       | 18 929       | 23,32        | Retrait     | Retrait     |
|                          | Laurent Caillaud         | LC (UDC)                 | DVC                      | 10 607       | 13,07        |             |             |
|                          | Jean-Marc Barial         | DLF                      | DSV                      | 1 436        | 1,77         |             |             |
|                          | Gilles Robin             | LO                       | EXG                      | 942          | 1,16         |             |             |
|                          |                          |                          |                          |              |              |             |             |
| Votes valides            | Votes valides            | Votes valides            | Votes valides            | 81 155       | 96,64        | 79 598      | 94,47       |
| Votes blancs             | Votes blancs             | Votes blancs             | Votes blancs             | 1 879        | 2,24         | 3 261       | 3,87        |
| Votes nuls               | Votes nuls               | Votes nuls               | Votes nuls               | 943          | 1,12         | 1 397       | 1,66        |
| Total                    | Total                    | Total                    | Total                    | 83 977       | 100          | 84 256      | 100         |
| Abstention               | Abstention               | Abstention               | Abstention               | 36 734       | 30,43        | 36 503      | 30,23       |
| Inscrits / participation | Inscrits / participation | Inscrits / participation | Inscrits / participation | 120 711      | 69,57        | 120 759     | 69,77       |

#### Deuxième circonscription
- Députée sortante : Béatrice Bellamy (Horizons)

| Candidat                 | Candidat                 | Parti et coalition       | Nuance                   | Premier tour | Premier tour | Second tour | Second tour |
| Candidat                 | Candidat                 | Parti et coalition       | Nuance                   | Voix         | %            | Voix        | %           |
| ------------------------ | ------------------------ | ------------------------ | ------------------------ | ------------ | ------------ | ----------- | ----------- |
|                          | Béatrice Bellamy         | HOR (ENS)                | ENS                      | 30 262       | 38,74        | 46 240      | 60,23       |
|                          | Marie-Christine Ébran    | RN                       | RN                       | 28 538       | 36,53        | 30 537      | 39,77       |
|                          | Nicolas Hélary           | LFI (NFP)                | UG                       | 18 234       | 23,34        | Retrait     | Retrait     |
|                          | Sophie Barillot          | LO                       | EXG                      | 1 081        | 1,38         |             |             |
|                          |                          |                          |                          |              |              |             |             |
| Votes valides            | Votes valides            | Votes valides            | Votes valides            | 78 115       | 96,90        | 76 777      | 95,24       |
| Votes blancs             | Votes blancs             | Votes blancs             | Votes blancs             | 1 703        | 2,11         | 2 768       | 3,43        |
| Votes nuls               | Votes nuls               | Votes nuls               | Votes nuls               | 792          | 0,98         | 1 069       | 1,33        |
| Total                    | Total                    | Total                    | Total                    | 80 610       | 100          | 80 614      | 100         |
| Abstention               | Abstention               | Abstention               | Abstention               | 33 474       | 29,34        | 33 483      | 29,35       |
| Inscrits / participation | Inscrits / participation | Inscrits / participation | Inscrits / participation | 114 084      | 70,66        | 114 097     | 70,65       |

#### Troisième circonscription
- Député sortant : Stéphane Buchou (Renaissance)

| Candidat                 | Candidat                 | Parti et coalition       | Nuance                   | Premier tour | Premier tour | Second tour | Second tour |
| Candidat                 | Candidat                 | Parti et coalition       | Nuance                   | Voix         | %            | Voix        | %           |
| ------------------------ | ------------------------ | ------------------------ | ------------------------ | ------------ | ------------ | ----------- | ----------- |
|                          | Pascal Dubin             | RÀD (RN)                 | UXD                      | 33 545       | 35,59        | 40 530      | 43,57       |
|                          | Stéphane Buchou          | RE (ENS)                 | ENS                      | 32 889       | 34,89        | 52 496      | 56,43       |
|                          | Pascale Marchand         | LFI (NFP)                | UG                       | 15 466       | 16,41        |             |             |
|                          | Noël Faucher             | LR (UDC)                 | DVD                      | 8 221        | 8,72         |             |             |
|                          | Éric Mauvoisin-Delavaud  | RV                       | EXD                      | 1 895        | 2,01         |             |             |
|                          | Armelle Guénolé          | DLF                      | DSV                      | 1 428        | 1,51         |             |             |
|                          | Philippe Festien         | LO                       | EXG                      | 817          | 0,87         |             |             |
|                          |                          |                          |                          |              |              |             |             |
| Votes valides            | Votes valides            | Votes valides            | Votes valides            | 94 261       | 97,08        | 93 026      | 94,99       |
| Votes blancs             | Votes blancs             | Votes blancs             | Votes blancs             | 1 883        | 1,94         | 3 402       | 3,47        |
| Votes nuls               | Votes nuls               | Votes nuls               | Votes nuls               | 954          | 0,98         | 1 501       | 1,53        |
| Total                    | Total                    | Total                    | Total                    | 97 098       | 100          | 97 929      | 100         |
| Abstention               | Abstention               | Abstention               | Abstention               | 39 795       | 29,07        | 38 958      | 28,46       |
| Inscrits / participation | Inscrits / participation | Inscrits / participation | Inscrits / participation | 136 893      | 70,93        | 136 887     | 71,54       |

#### Quatrième circonscription
- Députée sortante : Véronique Besse (Indépendante)

| Candidat                 | Candidat                 | Parti et coalition       | Nuance                   | Premier tour | Premier tour | Second tour | Second tour |
| Candidat                 | Candidat                 | Parti et coalition       | Nuance                   | Voix         | %            | Voix        | %           |
| ------------------------ | ------------------------ | ------------------------ | ------------------------ | ------------ | ------------ | ----------- | ----------- |
|                          | Véronique Besse          | SE (UDC)                 | DVD                      | 28 086       | 39,31        | 31 068      | 43,36       |
|                          | Jacques Proux            | RN                       | RN                       | 16 345       | 22,88        | 17 613      | 24,58       |
|                          | Ilias Nagnonhou          | RE (ENS)                 | ENS                      | 13 192       | 18,46        | 10 796      | 15,07       |
|                          | Julie Mariel-Godard      | PCF (NFP)                | UG                       | 13 164       | 18,42        | 12 170      | 16,99       |
|                          | Claude Bour              | LO                       | EXG                      | 666          | 0,93         |             |             |
|                          |                          |                          |                          |              |              |             |             |
| Votes valides            | Votes valides            | Votes valides            | Votes valides            | 71 453       | 97,31        | 71 647      | 97,97       |
| Votes blancs             | Votes blancs             | Votes blancs             | Votes blancs             | 1 442        | 1,96         | 1 108       | 1,52        |
| Votes nuls               | Votes nuls               | Votes nuls               | Votes nuls               | 533          | 0,73         | 375         | 0,51        |
| Total                    | Total                    | Total                    | Total                    | 73 428       | 100          | 73 130      | 100         |
| Abstention               | Abstention               | Abstention               | Abstention               | 31 289       | 29,88        | 31 599      | 30,17       |
| Inscrits / participation | Inscrits / participation | Inscrits / participation | Inscrits / participation | 104 717      | 70,12        | 104 729     | 69,83       |

#### Cinquième circonscription
- Député sortant : Pierre Henriet (Horizons)

| Candidat                 | Candidat                 | Parti et coalition       | Nuance                   | Premier tour | Premier tour | Second tour | Second tour |
| Candidat                 | Candidat                 | Parti et coalition       | Nuance                   | Voix         | %            | Voix        | %           |
| ------------------------ | ------------------------ | ------------------------ | ------------------------ | ------------ | ------------ | ----------- | ----------- |
|                          | Stéphane Buffetaut       | CNIP (RN)                | RN                       | 21 309       | 37,87        | 23 721      | 42,51       |
|                          | Pierre Henriet           | HOR (ENS)                | ENS                      | 19 606       | 34,84        | 32 085      | 57,49       |
|                          | Pierre-Hugues Fourage    | PS (NFP)                 | UG                       | 11 321       | 20,12        | Retrait     | Retrait     |
|                          | Marius Galand            | LR (UDC)                 | LR                       | 2 633        | 4,68         |             |             |
|                          | Sonia Le Theix           | DLF                      | DSV                      | 742          | 1,32         |             |             |
|                          | Béatrice Ruault          | LO                       | EXG                      | 659          | 1,17         |             |             |
|                          |                          |                          |                          |              |              |             |             |
| Votes valides            | Votes valides            | Votes valides            | Votes valides            | 56 270       | 97,05        | 55 806      | 95,44       |
| Votes blancs             | Votes blancs             | Votes blancs             | Votes blancs             | 1 073        | 1,85         | 1 906       | 3,26        |
| Votes nuls               | Votes nuls               | Votes nuls               | Votes nuls               | 639          | 1,10         | 760         | 1,3         |
| Total                    | Total                    | Total                    | Total                    | 57 982       | 100          | 58 472      | 100         |
| Abstention               | Abstention               | Abstention               | Abstention               | 26 026       | 30,98        | 25 521      | 30,38       |
| Inscrits / participation | Inscrits / participation | Inscrits / participation | Inscrits / participation | 84 008       | 69,02        | 83 993      | 69,62       |